# ヒドロキシエチルデンプン
ヒドロキシエチルデンプン（英: Hydroxyethyl starch: HES）は、非イオン性デンプン誘導体であり、点滴静脈注射で血漿増量剤として使用される。日本ではボルベン、ヘスパンダー、サリンヘスという商品名で販売されている。

## 概要
HESは一般的な用語であり、平均分子量、モル置換度、濃度、C2/C6比、および最大1日用量に従ってさらに分類される（後述）。
輸液としては膠質液に分類され、電解質を主たる成分とする晶質液よりも血管内容量維持効果に優れる。とりわけ、近年発売されたボルベンは先行品のヘスパンダーやサリンヘスに比べて、およそ1.5倍の血管内容量増加作用をもつとされる。
一方、副作用として腎障害が強く懸念されており、重症患者へのHESの使用は、死亡および腎障害のリスクの増加と関連しているとされる。欧州医薬品庁は、2013年6月に適応縮小の合意手続きを開始し、2013年10月に完了した。EUにおけるHESの完全撤退手続きは2018年に完了する予定だったが、販売期間延長が繰り返されている。日本においては一貫して販売・使用され続けていたが、2023年1月、重症敗血症の患者が禁忌に追加された。

## 適応

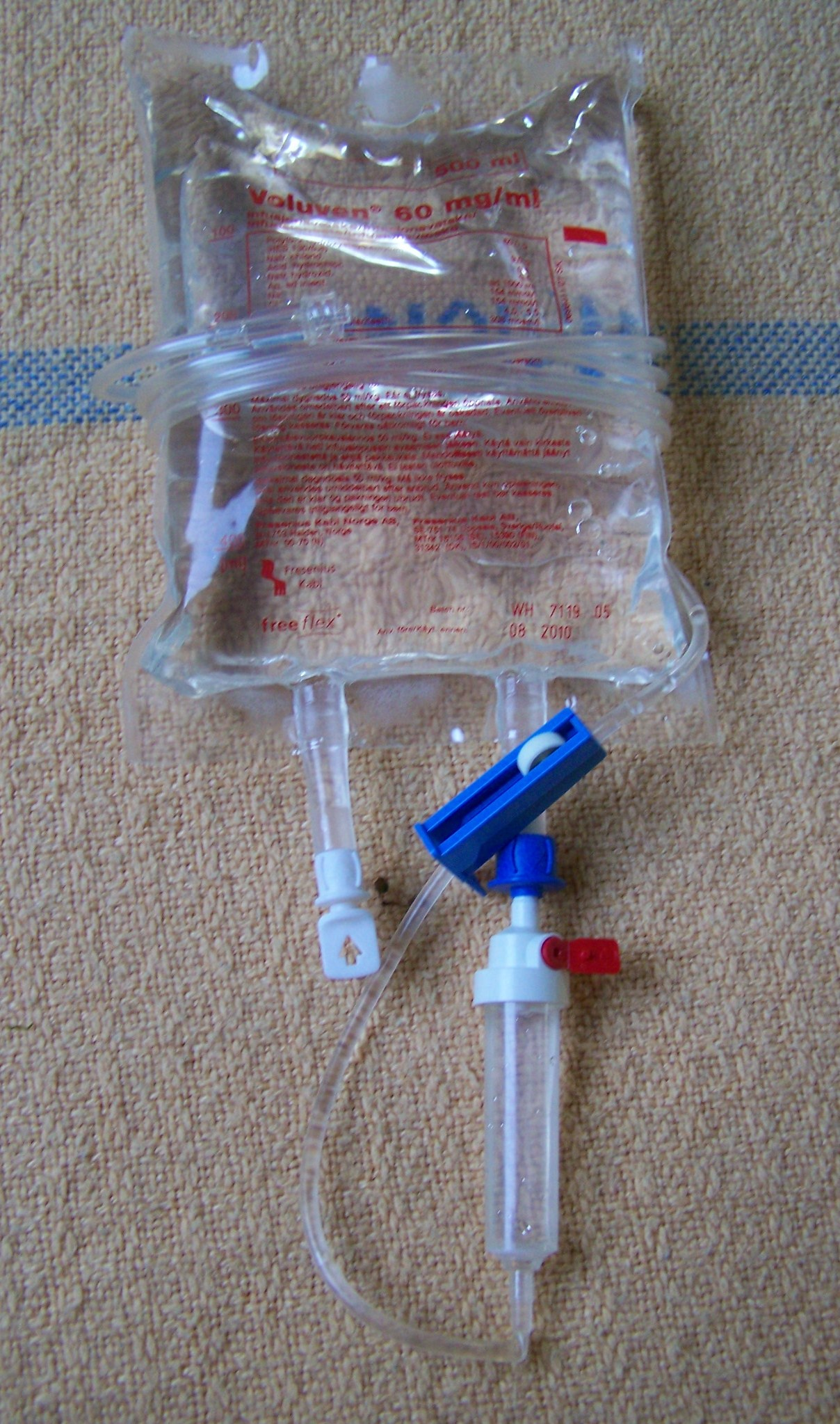
静脈内注入の準備ができているヒドロキシエチルデンプン溶液。

ヒドロキシエチルデンプンの輸液は、外傷、手術、またはその他の医学的問題によって引き起こされる重度の失血に続くショックを防ぐために使用される。しかし、他の静脈内輸液と比較して予後不良のリスクが高く、死亡のリスクが高くなる可能性があるとされる。

## 薬力学
様々な種類のHESは、典型的には約70〜200kDaの平均分子量（溶液中に異なるサイズの分子の範囲が存在する）、およびモル置換度（デンプン分子上のグルコピラノース環のどの割合がヒドロキシエチル基で置換されているか、典型的には約0.35〜0.5)によって説明される。HESの溶液は、さらにその濃度を％（すなわち100ml当たりのグラム数）で表すことができる。例えば、市販のHES（ボルベン）は、6% HES 130／0.4と記載される。ヘスパンダーとサリンヘスは6%HES 70/0.55ということになる。近年になって発売されたボルベンは先行品のヘスパンダー・サリンヘスに比べて血管内容量増多効果が高く、ヘスパンダー・サリンヘスの容量効果が80-90であるのに対して、ボルベンは100-140であるとされる。
排泄はモル置換度に依存する。腎臓の閾値(60～70kDa)より小さい分子は尿中に容易に排泄されるが、大きな分子のごく一部は、血漿中のα-アミラーゼによって代謝された後、これらの分解生成物が腎臓から排泄される。アミラーゼによる分解を遅らせるために、ヒドロキシエチル基をグルコピラノース環の2位又は3位又は6位の炭素原子につけている。ヒドロキシエチル基に置換されているグルコピラノース環の割合を(モル)置換度、ヒドロキシエチル基のついている炭素原子位置の2位と6位の割合をC2/C6比と呼ぶ。濃度が高く、分子量が大きく、置換度が大きく、C2/C6比が高いほど、アミラーゼによる分解が遅れる。置換度が0.7, 0.6, 0.5, 0.4のHESをそれぞれ、ヘタスターチ、ヘキサスターチ、ペンタスターチ、テトラスターチと呼ぶこともある。HESは一部しか分解されずに排泄されるが、大部分のHESについては代謝は不明なままである。投与されたHESの約3分の1から3分の2は、24時間の尿中排泄では説明できない。ある研究では、72時間にわたる累積排泄量は投与量の50%であった。HESは、注入後4か月間血漿で検出可能であり、HES注入後54か月まで皮膚組織で検出可能であった。投与されたHESは、様々な組織内に大量に蓄積し、数年間残存する可能性がある。

## 歴史
- 1973年 - 第1世代高分子6% HES450/0.75 (ヘッソールR、スタトーゼコーワR)が日本で薬事承認。同年、中分子第二世代6% HES 70/0.5（ヘスパンダー）が承認される[9]。ヘスパンダーの発売は1974年3月[10]である。
- 1987年 - 第２世代HESの一種、サリンヘスが開発される。この間、他の高分子HES、中分子HESは日本市場から消え、6%HES 70/0.5のみが日本市場に残った。分子量7万のHESは世界市場でほとんど使われず、日本市場のみで使われる状態が続いた[9]。
- 1999年 - 第三世代　HES　130/0.4が開発された。ボルベンも第3世代HESの系統に属する[9]。ボルベンの日本発売は2013年10月[11]である。

## 有害な影響
HESは、過敏症、軽度のインフルエンザ様症状、徐脈、頻脈、気道の攣縮、非心原性肺水腫などのアナフィラキシー様反応を引き起こす可能性がある。また、ヘマトクリットの減少と血液凝固障害にも関連している。1リットルの6%溶液(Hespan)は、第VIII因子濃度を50%低下させ、aPTTを延長し、vWFも低下させる。ヘタスターチ(置換度が0.7の製剤)投与の凝固への効果は、フィブリン塊への直接移動と血清に対する希釈効果である。ヘタスターチは、血小板上の糖タンパク質IIb-IIIaの利用可能性を低下させることにより、血小板の機能不全を引き起こす可能性がある。
HES誘導体は、乳酸リンゲル液と比較して、重度の敗血症の場合に単独で使用すると、急性腎不全の発生率が高くなり、腎代替療法が必要になり、長期生存率が低下することが実証されている。HES 130kDa/0.42については、重症敗血症患者を対象にその効果が検証され、解析の結果、乳酸リンゲル液と比較して腎不全の発生率が上昇し、死亡率も増加することが示された。中分子量のHES溶液は害を及ぼす可能性があるため、敗血症性ショックの患者にはこれらの溶液をルーチンで使用しないことが推奨されている。
2010年11月には、単独著者の研究論文が倫理的な理由により大量に撤回されたため、それ以前に作成されたHES製品を参照する臨床ガイドラインに影響を与える可能性があると複数の学術雑誌の編集長連名のアナウンスが行われた。

### 禁忌
処方情報には、次の禁忌が含まれる。
- 肺水腫、うっ血性心不全など水分過負荷のある患者［循環血液量を増加させるため症状を悪化させるおそれがある。］
- 乏尿あるいは無尿を伴う腎不全の患者［腎不全の患者では本剤の排泄が遅れるおそれがある。］
- 透析治療を受けている患者［本剤の排泄が遅れるおそれがある。］
- 頭蓋内出血中の患者［頭蓋内出血を悪化させるおそれがある。］
- 重度の高ナトリウム血症あるいは重度の高クロール血症を有する患者［本剤は塩化ナトリウムを含有するため症状を悪化させるおそれがある。］
- 本剤及び本剤の成分に対し過敏症の既往歴のある患者
- 重症敗血症[5]

2013年11月25日、HES輸液のリスクと利点に関する新しい情報を議論するための公開ワークショップの後、米国食品医薬品局FDAは、医療従事者に対する次の推奨事項を含む処方情報へのブラックボックス警告の追加を発表した。
- 敗血症患者を含む重症の成人患者には、HES輸液を使用しないでください。
- 既存の腎機能障害のある患者への使用は避けてください。
- 腎障害の最初の兆候が見られたら、HESの使用を中止してください。
- 腎代替療法の必要性は、HES投与後90日まで報告されています。すべての患者で少なくとも90日間腎機能を監視し続けてください。
- 心肺バイパスを伴う開心術を受ける患者への使用は過剰出血のため避けてください。
- 凝固障害の最初の兆候が見られたら、HESの使用を中止してください。
- 重度の肝疾患のある患者にはHES製品を使用しないでください
- HES製品を投与されている患者の肝機能を監視してください。

### 安全性の懸念
高分子量HESは、凝固障害、かゆみ、ならびに腎毒性、急性腎不全および死亡との関連が報告されている。一方、低分子量HESはそのような悪影響を示さないようである。しかし、低分子量のHESは重大な安全上の懸念をもたらすと示唆する説もある。彼らは、そうではないと結論づけた研究は、「不適切な比較対象、短すぎる観察期間、少ない累積投与量、低リスクの患者」など、多くの理由で信頼できないと主張している。「6S試験」の最近の結果は、これらの懸念を裏付けているようである(以下を参照)。
2012年6月に「6S試験」の結果が有名医学雑誌である、New England Journal of Medicine(NEJM)誌に掲載され、敗血症におけるHESの使用に関する懸念が提起された。なお、6Sとは"Scandinavian Starch for Severe Sepsis/Septic Shock"の頭文字である。とりわけ、著者らはHESによる補液が、酢酸塩リンゲル液のそれと比較して、死亡または末期腎不全のリスクを上昇させることを示した。この研究では、ビー・ブラウン社のTetraspan(HES130/0.42)を使用したが、出版物の原版には製品仕様のHES 130/0.4が含まれていた。HES 130/0.4という規格で類似の製品を製造しているフレゼニウス・カービ社は、著者のAnders Pernerに対して数百万ドル相当の賠償請求を講じると脅した。同社はこの研究結果が不正確で誤解を招く情報が含まれていると主張し、病院・大学関係者は企業のこのような行為に懸念を示した。
”The Crystalloid versus Hydroxyethyl Starch Trial"すなわち「CHEST研究」では、7000人の患者でHes130/0.40と生理食塩水を比較した。この研究は、6S研究よりも軽症の患者で実施されたが、死亡率の増加は6S研究と同様であった。また、全体的な透析率も大幅に上昇している。クレアチニンの増加により、病態生理学的根拠が確認された。さらに、患者はより多くの血液製剤を必要とし、肝不全やかゆみが有意に多くなっていた。この研究は、2012年10月にNEJM誌に掲載された。
その結果、2012年11月に欧州の規制当局である欧州医薬品庁EMAは、すべてのHES製品の安全性を評価するための公式手続きを開始した。FDAは2012年9月に、HESの安全性に関する公開ワークショップを開催し、参加者の大多数が規制当局が対処すべきであるとした。Surviving Sepsis Campaignは、敗血症患者の治療からHESを除外することを決定した。
2013年6月14日、EMAの安全性委員会であるPRAC（Pharamocovigilance Risk Assessment Committee）は、欧州における全てのHES製品の販売承認停止勧告を公式サイトで発表した。3つの大規模臨床試験(VISEP、6S、CHEST)の結果より、リスクベネフィット比は否定的である。どの患者集団においても臨床的有用性が証明できず、有害性、特に重要臓器に長期残留することによる腎不全の十分なエビデンスがあり、その適応が極めて限定的であるとした。FDAも6月24日に追随した。英国の 医薬品・医療製品規制庁MHRAは6月27日、リスクが潜在的利益を上回り、より安全で安価な代替品があるとしてHES製品を回収した。2013年10月、PRACは、重症患者や敗血症にHESは24時間以上投与してはならないとした。EMAは、2017年12月18日に臨時の専門家会議を開催し、この問題のさらなる検討の参考とした。まだ完了していない臨床試験がいくつかあったが、さらに長期のデータが発表されていた。2018年1月12日、PRACは、HES含有医薬品の販売認可を撤回するようにEMAに勧告した。問題は、制限された使用許可の範囲外で、一部が使用されていることにあると思われ、有害性のエビデンスがある診療領域で使用されている可能性があることであった(つまり適応外使用)。
2018年4月、欧州委員会(EUの執行機関)はPRACとCMDhに対し、販売停止の結果として、医療現場の需要が充足されない可能性があることや、追加のリスク最小化措置の実現可能性と有効性をさらに検討するよう要請した。これらの特定の側面を検討した後、2018年5月、PRACは以前の販売停止の勧告を確認し、修正勧告をCMDhに送った。CMDhは、患者を保護するための追加措置の組み合わせが実施される限り、輸液用のHES製剤は市場に残されるべきであると結論を下した。欧州委員会は、この結論を承認し、2018年7月17日にEU全体に法的拘束力のある決定を行った。2018年のコクランレビューではそれまでの質の高い臨床研究を総括し、結局のところ、重症患者のへのHESの使用は死亡率にはほとんど影響を与えず、腎代替療法導入率上昇も軽微であるとしている。2021年7月、FDAは米国でHESの適応をさらに制限した。曰く、手術室の患者にも副作用があるため、体液補充療法に他の製剤が利用できない場合にのみ使用すべきである、と。このネガティブラベルにより米国の2つの最大のHES生産企業が、グローバルHES商標の登録を抹消した。2022年5月24日、欧州委員会は、輸液用HES溶液の販売認可の一時停止を確認する法的決定を下した。一方、公衆衛生上の理由から必要な場合、EU加盟国は18ヶ月を超えない範囲で停止を延期し、リスク最小化措置の合意に従い、HES溶液の上市を継続することができるともしている。
以上に述べたとおり、欧米においてはHESの使用に大きな制限が課せられている状況であるが、日本においては、少なくとも公的機関を巻き込むような議論とはなっておらず、HES製品が安全性の懸念から回収されたことも無い。手術中使用に関しては大きな問題なく使用できるとする意見もあるものの、日本でも使用制限が強められ、2023年1月13日、重症敗血症への禁忌追加が周知された。